# Argyreia maymyo
Argyreia maymyo là một loài thực vật có hoa trong họ Bìm bìm. Loài này được (W.W. Sm.) Raizada mô tả khoa học đầu tiên năm 1967.